# جورج واشنگتون کریل
جورج واشنگتن کریل (به انگلیسی: George Washington Crile) (۱۱ نوامبر ۱۸۶۴ - ۷ ژانویه ‍۹۴۳) یک جراح آمریکایی بود. امروزه به‌صورت رسمی از کریل به‌عنوان اولین جراحی که توانست یک انتقال خون مستقیم موفق را به انجام برساند، یاد می‌شود. او در سایر روش‌ها مانند کالبدشکافی گردن نیز نقش داشته است. کریل یک انبر کوچک هموستاتیک را طراحی کرد که نام او بر آن نهاده شده‌است. او همچنین روشی برای استفاده از مواد افیونی، بی‌حسی موضعی و عمومی توصیف کرد که به‌عنوان بی‌حسی متعادل (Balanced anesthesia) شناخته می‌شود. کریل همچنین به‌دلیل تأسیس کلینیک کلیولند در سال ۱۹۲۱ شناخته شده‌است.